# مطار أراك الدولي
مطار اراک الدولي (بالفارسية: فرودگاه بين‌المللي اراک) (إياتا: AJK) (ايكاو:OIHR) مطار إيراني يقع في اراک ويخدم محافظة مرکزی فی إيران. هذا المطار هي واحدة من أقدم المطارات في إيران. وافتتح في عام 1938.

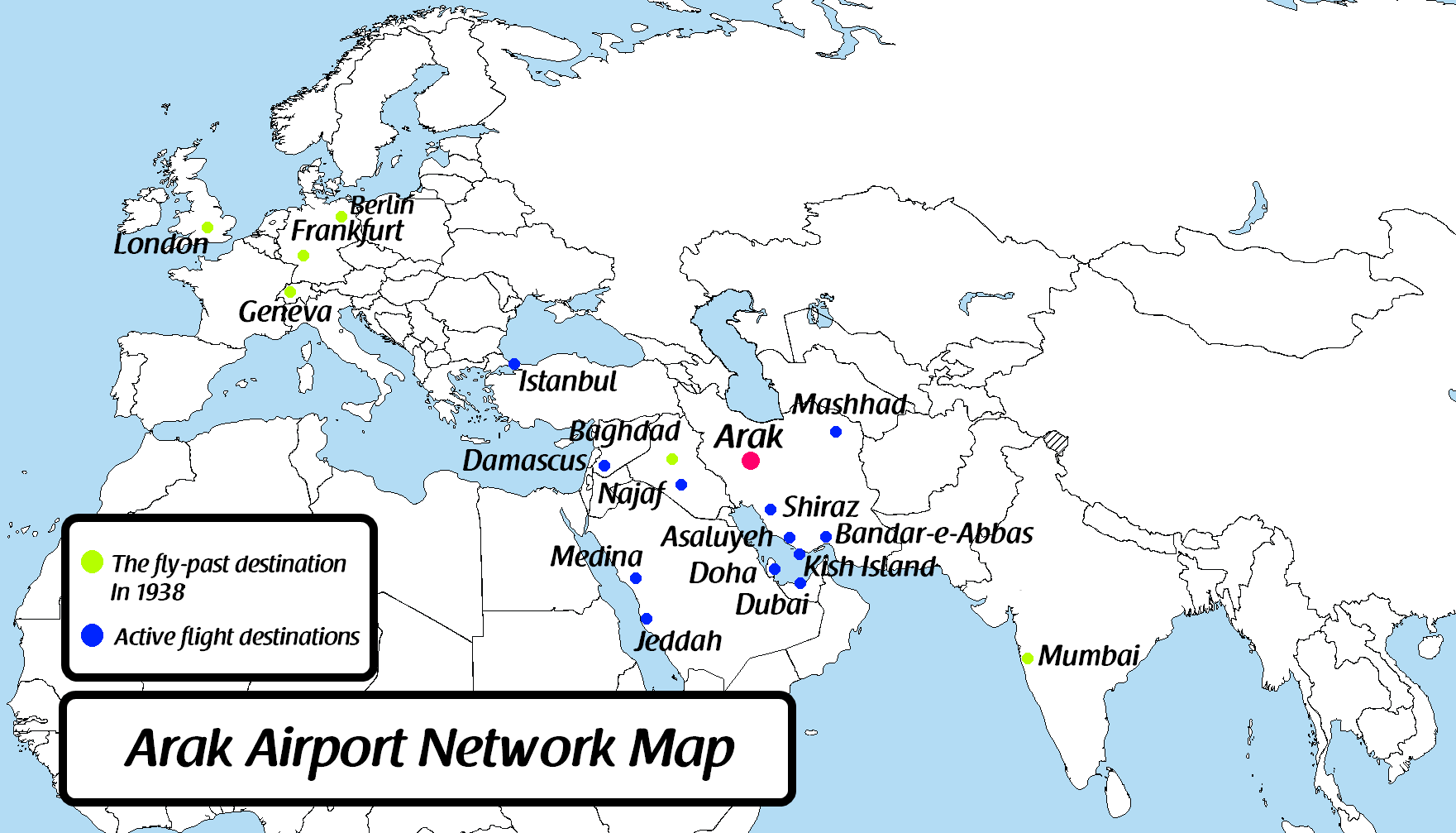
اراك مطار شبكة خريطة

## اراك مطار التاريخ
أنشئ هذا المطار منذ حوالي 74 عاما من اللغة الإنجليزية. كانت السبب الرئيسي لتأسيس مدينة بعيدا عن البحر والمطارات والمرافق البحرية لا. نقل من المطار للسجاد زيغلر والسفر عن طريق موظفي الشركة السويسرية وأسر ثلاثة قنصليات ألمانيا وإنجلترا وسويسرا وقد استخدمت في المدينة.

## نهاية البناء في مطار اراك
مع وصول حاملة طائرات في الأحد 9 يونيو، 2013 محمود أحمدي نجاد، رئيس إيران، مطار اراك افتتح رسميا مدرج جديد للطائرات.
طول المدرج من 3,700 متر وعرض أكثر من 75 مترا، ولها كل التسهيلات للإقلاع وهبوط الطائرات في جميع الطبقات.